# Eric Campbell
Eric Campbell, właśc. Alfred Eric Campbell (ur. 26 kwietnia 1879 w Dunoon, w Szkocji, zm. 20 grudnia 1917 w wypadku samochodowym) – szkocki aktor. Zasłynął ze stałej współpracy z Charlesem Chaplinem, u którego zagrał w ponad dziesięciu krótkometrażowych komediach. W jego wczesnych filmach występował jako ekranowy wróg Chaplinowskiego Trampa w charakterystycznym, mocnym makijażu.

## Filmografia
1917
- Spokojna ulica – Bully
- Imigrant – kelner
- Charlie ucieka – konkurent
- Charlie na kuracji

1916
- Charlie strażakiem – dowódca brygady
- Charlie i Hrabia – krawiec
- Charlie włóczęga – przywódca Cyganów
- Charlie na ślizgawce – pan Stout
- Charlie kierownikiem działu
- Charlie gra w filmie – Goliath[1]
- Lichwiarz – włamywacz